# Lachlathetes gigas
Lachlathetes gigas is een insect uit de familie van de mierenleeuwen (Myrmeleontidae), die tot de orde netvleugeligen (Neuroptera) behoort. 
Lachlathetes gigas is voor het eerst wetenschappelijk beschreven door Dalman in 1823.